# Kathleen Monahan
Kathleen »Katie« Monahan, ameriška alpska smučarka, * 9. november 1972, Kolorado, Kolorado, ZDA.
Nastopila je na olimpijskih igrah 1998 in 2002, kjer je osvojila 17. in 29. mesto v superveleslalomu ter 26. mesto v smuku. V dveh nastopih na svetovnih prvenstvih je najboljšo uvrstitev dosegla leta 1999 z enajstim mestom v kombinaciji. V svetovnem pokalu je tekmovala dvanajst sezon med letoma 1992 in 2002 ter dosegla eno uvrstitev na stopničke v superveleslalomu. V skupnem seštevku svetovnega pokala je bila najvišje na 43. mestu leta 1999, ko je bila tudi dvanajsta v superveleslalomskem seštevku.